# Bahía de Dingle
La bahía de Dingle (del gaélico: Bá an Daingin) es una bahía ubicada en el condado de Kerry, Irlanda occidental. La bahía recorre aproximadamente 40 km desde el noreste hasta el suroeste en el océano Atlántico y tiene aproximadamente 3 km de ancho en la cabecera y 20 km de ancho en la entrada. Está flanqueada por las penínsulas de Dingle al norte e Iveragh al sur. El río Maine entra en la bahía en su cabecera.
Es la sede de Fungi el delfín de Dingle. No hay islas destacadas dentro de la bahía, pero hacia la cabecera, varias penínsulas, en particular Inch Strand, se extienden a una distancia significativa al otro lado de su anchura. La ciudad de la bahía, llamada Dingle, queda en su parte septentrional.

## Galería

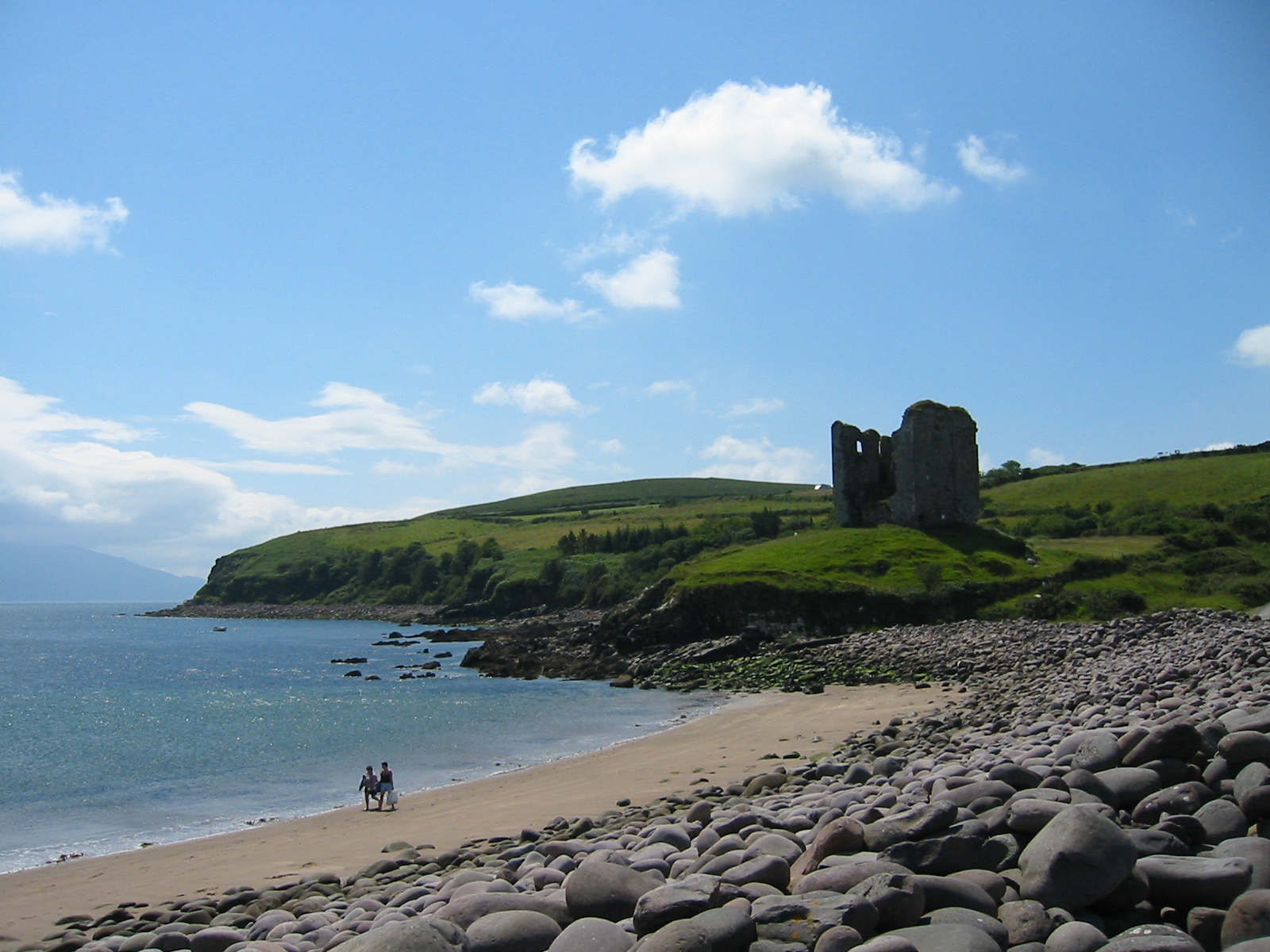
Vista parcial de la bahía
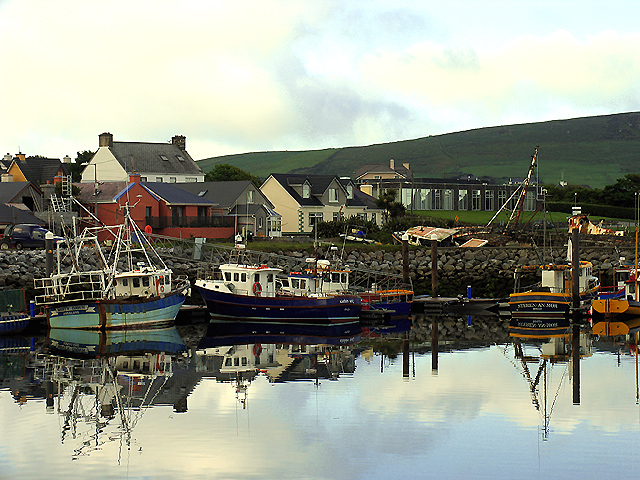
Dingle Harbour
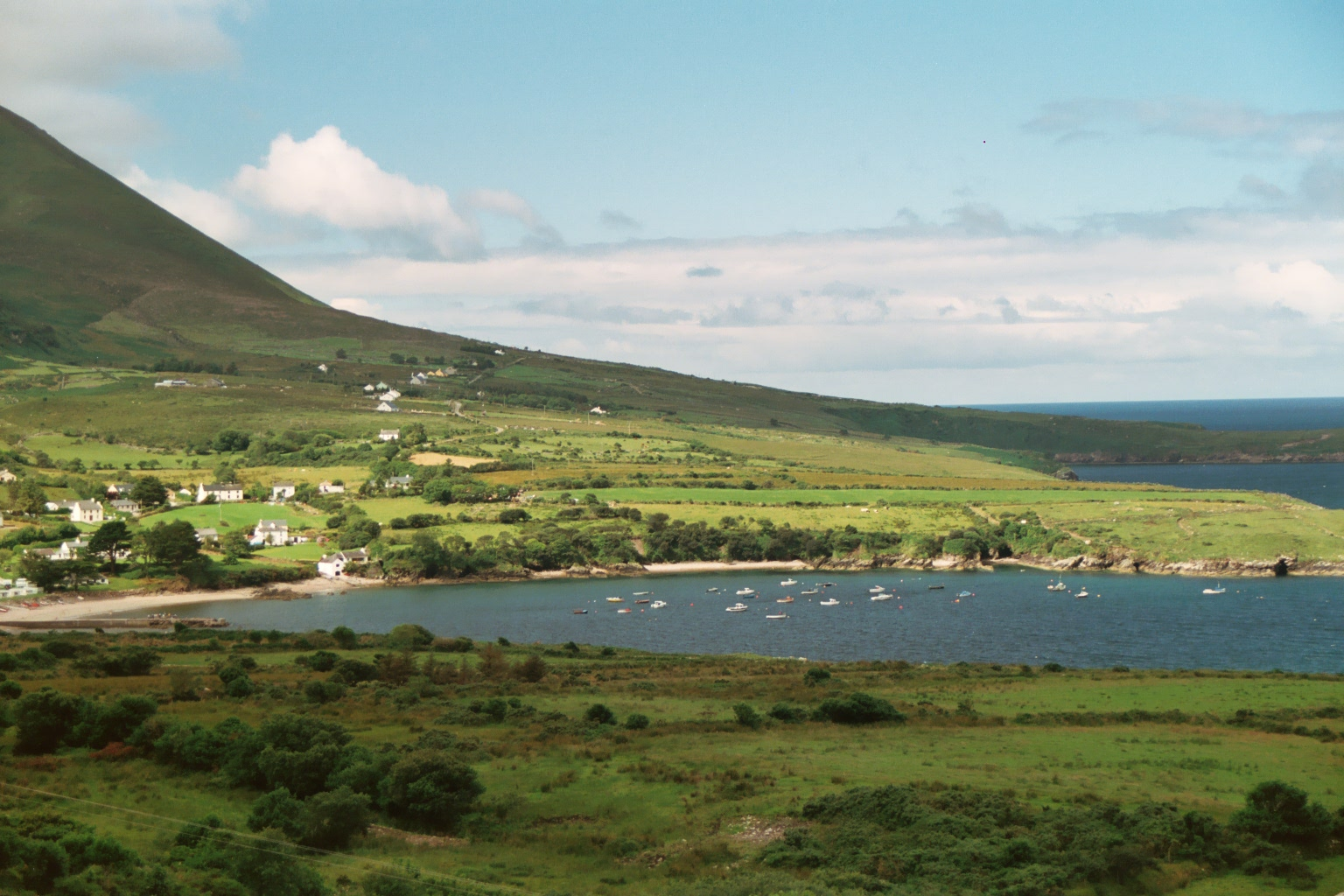
Bahía de Kells
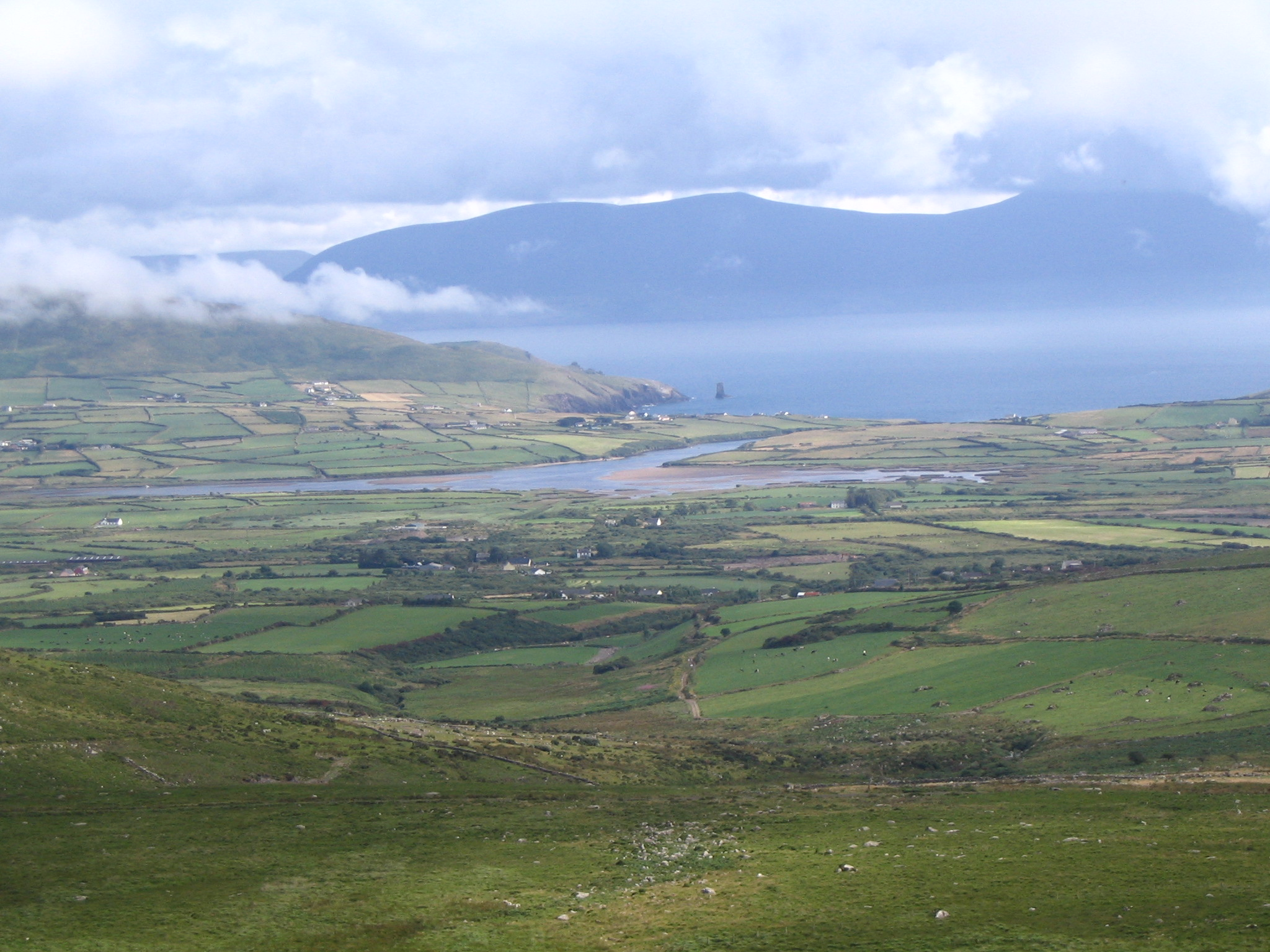